# Kliméndi
Kliméndi (Klimenti, Klimentio) är en ort i Grekland.   Den ligger i prefekturen Nomós Korinthías och regionen Peloponnesos, i den södra delen av landet, 100 km väster om huvudstaden Aten. Kliméndi ligger 1 101 meter över havet och antalet invånare är 352.
Terrängen runt Kliméndi är kuperad åt nordost, men åt sydväst är den bergig. Kliméndi ligger uppe på en höjd. Runt Kliméndi är det ganska tätbefolkat, med 96 invånare per kvadratkilometer. Närmaste större samhälle är Kiáto, 17,2 km öster om Kliméndi. 